# Dr.-Fox-Experiment
Das so genannte Dr.-Fox-Experiment ist eine Versuchsanordnung aus dem Gebiet der Sozialpsychologie. Ziel des Experiments ist es, zu untersuchen, ob und wie die Person des Referenten die Rezeption von (Fach-)Vorträgen beeinflusst. Das Experiment wurde 1973 von Donald H. Naftulin (University of Southern California School of Medicine), John E. Ware (Southern Illinois University School of Medicine) und Frank A. Donnelly (USC Division of Continuing Education in Psychiatry) veröffentlicht.

## Vorbereitung
Die Hypothese des Experiments war, dass ein gut präsentierter Vortrag selbst erfahrenen Zuhörern das Gefühl vermitteln kann, etwas gelernt zu haben, auch wenn das Vorgetragene falsch oder widersprüchlich ist.
Zur Durchführung wurde Michael Fox (1921–1996), ein Schauspieler mit gepflegtem und kompetent wirkendem Auftreten, engagiert. In zwei vorbereitenden Sitzungen erarbeitete einer der Autoren zusammen mit dem Schauspieler eine charismatische Vortrags- und Diskussionstechnik. Der Inhalt des Vortrags mit dem Titel Mathematical Game Theory as Applied to Physician Education („Die Anwendung der mathematischen Spieltheorie in der Ausbildung von Ärzten“) basierte auf einem tatsächlich publizierten, thematisch verwandten Fachaufsatz, wurde jedoch gezielt mit widersprüchlichen oder zweideutigen Aussagen, unlogischen Folgerungen und erfundenen Fachbegriffen verfälscht.

## Durchführung
Das ursprüngliche Experiment wurde an drei verschiedenen Gruppen durchgeführt. Gruppe 1 bestand aus elf Psychiatern, Psychologen und Ausbildern für Sozialarbeiter, die sich auf einer Lehrer-Ausbildungskonferenz befanden. Der Schauspieler wurde ihnen als „Dr. Myron L. Fox“ vorgestellt, einem angeblichen Experten auf dem Gebiet der Anwendung der Mathematik auf das menschliche Verhalten. Der Vortrag dauerte etwa eine Stunde mit einer anschließenden halbstündigen Diskussion. Die Mitglieder von Gruppe 2 waren elf weitere Psychiater, Psychologen und Ausbilder für Sozialarbeiter. Ihnen wurde der Vortrag einschließlich der Diskussion und der Einführung auf Video gezeigt. Gruppe 3 bestand aus 33 Lehrern und Verwaltungsmitarbeitern von Bildungseinrichtungen, die an einem Graduierten-Studiengang zur Bildungstheorie teilnahmen. Die meisten dieser Teilnehmer hatten keine spezifische psychiatrische Ausbildung, wiesen aber Patientenerfahrung auf. Auch dieser Gruppe wurde die Videoaufzeichnung des Vortrages und der Diskussion gezeigt.
Allen drei Gruppen wurde im Anschluss an den Vortrag und Diskussion ein anonymisierter Fragebogen zum Vortrag ausgehändigt, auf dem sie verschiedene Angaben zu ihrer Zufriedenheit mit dem Vortrag machten.

## Ergebnis
In allen drei Gruppen überwogen die positiven Antworten deutlich die negativen Einschätzungen, so dass die Autoren ihre Hypothese durch die Untersuchung gestützt sehen. Im Detail ergab die Auswertung der 55 Fragebögen folgendes Bild:
| Frage | Gruppe 1 | Gruppe 1 | Gruppe 2 | Gruppe 2 | Gruppe 3 | Gruppe 3 |
| Frage | Ja       | Nein     | Ja       | Nein     | Ja       | Nein     |
| Did he dwell upon the obvious? („Gab es zu viel Offensichtliches?“)                                                     | 50       | 50       | 0        | 100      | 28       | 72       |
| Did he seem interested in his subject? („Schien er an seinem Thema interessiert?“)                                      | 100      | 0        | 91       | 9        | 97       | 3        |
| Did he use enough examples to clarify his material? („Gab es genügend erklärende Beispiele?“)                           | 90       | 10       | 64       | 36       | 91       | 9        |
| Did he present his material in a well organized form? („War die Präsentation gut strukturiert?“)                        | 90       | 10       | 82       | 18       | 70       | 30       |
| Did he stimulate your thinking? („Hat Sie der Vortrag zum Nachdenken angeregt?“)                                        | 100      | 0        | 91       | 9        | 87       | 13       |
| Did he put his material across in an interesting way? („Wurde das Material interessant dargestellt?“)                   | 90       | 10       | 82       | 18       | 81       | 19       |
| Have you read any of this speaker's publications? („Kennen Sie Veröffentlichungen des Redners?“)                        | 0        | 100      | 9        | 91       | 0        | 100      |
| Specify any other important characteristics of his presentation. („Nennen Sie weitere wichtige Merkmale des Vortrags.“) |          |          |          |          |          |          |

Die Autoren schließen aus den Ergebnissen, dass es den teilnehmenden Personen trotz ihrer akademischen Ausbildung nicht gelungen sei, den Vortrag als Unsinn zu erkennen, und dass der Vortragsstil offenbar einen höheren Einfluss auf eine positive Einschätzung ausübe als der Vortragsinhalt. Demzufolge sei die Befragung von Lernern kein geeignetes Maß der Einschätzung von Lehreffektivität, da die Zufriedenheit von Lernern mit einem Lehrvortrag nur ein Hinweis auf deren Illusion sei, in diesem Vortrag etwas gelernt zu haben.